# تخت (بایبورد)
تخت {{ترکی|Taht) (به کردی: Taxt) یک منطقهٔ مسکونی در ترکیه است که در بایبورد واقع شده‌است. تخت ۲۱۸ نفر جمعیت دارد.